# Ямлиханов, Радик Рамильевич
Радик Рамильевич Ямлиханов (род. 30 января 1968, Кармаскалы, Башкирская АССР) — советский и российский футболист, известный по выступлениям за «Уралмаш» и «Факел».
Мастер спорта. Окончил ВГИФК в Воронеже.

## Карьера
Футболом начал заниматься с 1979 года, первый тренер — Виктор Филиппович Нуйкин.
В 1986 году появился в основе клуба «Гастелло» (Уфа), где провёл 2 сезона.
В 1988—1989 годах играл за смоленскую «Искру».
В 1990 году играл за дубль клуба высшей лиги «Динамо» Киев. За основу киевлян ни одного матча так и не сыграл, проведя в дубле 14 матчей и забив 1 мяч в ворота дубля волгоградского «Ротора». С сентября 1990 года пополнил состав воронежского «Факела». Всего за клуб за 1,5 года провёл 49 игр, забил 7 голов. Покинул клуб из-за отставки главного тренера Сергея Савченкова, поскольку пришедший на его место Фёдор Новиков отказался от услуг футболиста.
Перед началом сезона 1992 года перешёл в клуб высшей лиги «Уралмаш». В команде провёл 5 сезонов (138 игр, 10 голов), был одним из лидеров на поле. В 1996 году сыграл 5 матчей и забил 1 гол в Кубке Интертото.
После вылета «Уралмаша» в 1996 году из высшей лиги вернулся в «Факел», где тренером был знакомый ему Сергей Савченков. Клуб накануне сезона 1997 года вышел в высшую лигу и нуждался в укреплении. В новой команде также стал лидером, стабильно играл в центре полузащиты. Однако по итогам 1997 года клуб опустился обратно в первую лигу.
В 1999 году завоевал с командой второе место в первом дивизионе, в отдельных матчах выводил команду на поле с капитанской повязкой. Вместе с командой провёл два сезона в высшей лиге. По итогам сезона 2001 года «Факел» снова вылетел в первый дивизион, а Ямлиханов досрочно покинул команду после обвинений со стороны руководства в слабой игре. Всего в Воронеже провёл 5 сезонов, сыграл 144 матча, забил 5 мячей.
В 2002 году выступал за «Металлург» (Липецк) и «Нефтехимик» (Нижнекамск). В 2003 году вернулся в Екатеринбург в «Урал». В 2004 году играл в воронежском «Динамо» в турнире КФК в зоне «Черноземье». По итогам сезона болельщики и учредители клуба признали его лучшим в команде. По окончании сезона завершил карьеру.
Работал ассистентом в «Динамо» (Воронеж). В 2005—2007 помогал главному тренеру клуба «Иртыш» (Павлодар) Сергею Волгину.
В сезонах 2007/08 и 2008/09 работал с украинским клубом «Нефтяник-Укрнефть»: сначала как ассистент, а с декабря 2008 года по май 2009 года — главный тренер.
С 26 мая 2009 года по 25 июля 2010 года — главный тренер клуба «Факел-Воронеж», с 2010 года преобразованного в «Факел».
С августа 2010 года возглавил «Факел»-д.
В 2013—2015 годах — главный тренер клуба «Выбор-Курбатово».
С 30 января 2018 года являлся ассистентом главного тренера ФК «Оренбург», который возглавлял Владимир Федотов. Позднее входил в его тренерский штаб в ФК «Сочи» и ЦСКА. В августе 2025 года стал главным тренером «Атома» (Нововоронеж).

## Достижения
- Полуфиналист Кубка Интертото: 1996
- Серебряный призёр первого дивизиона: 1999

## Семья
Женат, сын Роберт — футболист, игрок различных команд низших дивизионов.